# Saint-Martin-du-Puy, Gironde
Saint-Martin-du-Puy är en kommun i departementet Gironde i regionen Nouvelle-Aquitaine i sydvästra Frankrike. Kommunen ligger i kantonen Sauveterre-de-Guyenne som tillhör arrondissementet Langon. År 2022 hade Saint-Martin-du-Puy 159 invånare.

## Befolkningsutveckling
Antalet invånare i kommunen Saint-Martin-du-Puy
Referens:INSEE